# Listă de leme matematice
Aceată pagină este o listă de leme matematice, adică o pagină de teoreme considerate, într-un fel, "teoreme intermediare" sau "teoreme minore". De multe ori însă, lemele matematice pot fi mai cunoscute și/sau mai "puternice" decât unele teoreme. 

## O listă (nedefinitivă) de leme matematice
- Lema lui Abel
- Lema Artin-Rees (a se vedea și Algebră comutativă)
- Lema lui Bézout (sau identitatea lui Bézout)
- Lema lui Borel (a se vedea și Ecuații diferențiale parțiale)
- Lema Borel-Cantelli
- Lema lui Burnside
- Lema lui Dehn
- Lema diagonalizării
- Lema lui Dickson
- Dilemma
- Lema lui Euclid
- Lema lui Fatou
- Lema lui Fekete
- Lema fluture
- Lema lui Fodor
- Lema lui Gauss
- Lema diagonală a lui Gödel
- Lema lui Grönwall
- Lema Grothendieck (a se vedea și Forme diferențiale)
- Lema lui Hensel
- Lema lui Itô
- Lema lui König
- Lema Lambda
- Lema numărului Lebesgue
- Lema locală Lovász
- Lema Morse (a se vedea și Topologie diferențială)
- Lema Nakayama
- Lema Neyman-Pearson
- Lema lui Noether de normalizare (a se vedea și Algebră comutativă)
- Lema Poincaré (a se vedea și Forme diferențiale)
- Lema pompării (a se vedea și Limbaje formale)
- Lema punctului fix pentru funcții normale
- Lema Rasiowa-Sikorski (set theory)
- Lema Riemann
- Lema lui Sard (a se vedea și Analiză matematică, Teoria singularității)
- Lema lui Schanuel (a se vedea și Module proiective)
- Lema lui Siegel (a se vedea Aproximare diofantică)
- Lema lui Sperner (a se vedea și Analiza combinatorie)
- Lema lui Stein (a se vedea și Teoria probabilității)
- Lema lui Szemerédi de regularitate (Teoria grafurilor)
- Lema lui Urysohn
- Lema lui Whitehead (a se vedea și Algebre Lie algebra)
- Lema Yoneda (a se vedea și Teoria categoriilor)
- Lema Zassenhaus (a se vedea și Teoria grupurilor)
- Lema lui Zorn (sau Lema Kuratowski-Zorn)

- -     - Înapoi la Lemă în matematică
    - Înapoi la Lemă